# Dolgozó lány
A Dolgozó lány (eredeti cím angolul: Working Girl) 1988-ban bemutatott romantikus komédia Mike Nichols rendezésében. A történet egy Staten Islanden lakó titkárnő, Tess McGill (Melanie Griffith) életének egy szakaszát követi nyomon, aki egy befektetési bank cégegyesítési részlegénél dolgozik a Wall Streeten. Amikor főnöknője, Katharine Parker (Sigourney Weaver) síelés közben eltöri a lábát, Tess kihasználja a főnöknője kapcsolatait, és Jack Trainerrel együtt (Harrison Ford) összehoz egy 70 millió dolláros üzletet.
A film emlékezetes nyitójelenete, amikor a Manhattan-ben dolgozók a Staten Island-i komppal utaznak munkahelyük felé. Ez alatt Carly Simon dala, a Let the River Run szól, aki ezért Oscar-díj jelölést kapott.
Melanie Griffitht a legjobb színésznő, Sigourney Weavert a legjobb női mellékszereplő kategóriákban jelölték Oscar-díjra. Filmbeli alakításukért mindketten megkapták a Golden Globe-díjat. A film anyagilag is sikeres volt, 103 millió dolláros összbevételt ért el.

## Cselekménye
Tess McGill (Melanie Griffith) titkárnő egy befektetési irodában, aki a munkája mellett esti tagozaton elvégzett egy üzleti főiskolát. Kiderül azonban, hogy az ügynöki tanfolyamról újból elutasítják, mert ott Harvardon végzettekkel kell versenyeznie. Főnöke, David Lutz (Oliver Platt) úgy gondolja, hogy Tess a továbblépésért mindenre képes, ezért összehozza valakivel, aki helyettest keres, de pillanatnyilag csak szexuális szórakozásra vágyik  (Kevin Spacey). Tesst kirúgják, amikor főnökét ezért a részvényárfolyamokat folyamatosan közlő táblán nyilvánosan „kis pöcs”-nek nevezi.
Tess ezután egy pénzügyekkel foglalkozó cégnél helyezkedik el, ahol Katharine Parker (Sigourney Weaver) titkárnője lesz. Látszólag jóindulatú és támogató főnöke, Katharine arra biztatja, hogy bátran álljon elő ötleteivel, amit Tess meg is tesz, amikor azt javasolja, hogy anyacégük, a Trask Industries ne a tévéhálózatokba próbáljon betörni (amivel már többször próbálkoztak, sikertelenül), hanem először a rádióhálózatok piacára, mert ott megvethetné a lábát és ez a potenciális külföldi befektetőkkel szemben is előnyös lépés lenne. Katharine először meglepődik, majd érdeklődését fejezi ki az ötlet iránt, Tess szerencsésnek érzi magát, hogy főnöke ennyire támogatja az ötletét. Nem sokkal később azonban kiderül, hogy Katharine a sajátjaként szeretné megvalósítani.
Amikor Katharine síelés közben Európában eltöri a lábát, Tess számára adódik a lehetőség, hogy a valóságban is megvalósítsa az ötletét, ugyanis őt kéri meg, hogy gondozza a lakását, amíg távol van. Tess Katharine lakásában véletlenül írásos bizonyítékokat talál arra, hogy főnöknője ellopta és a sajátjaként akarta megvalósítani az ötletét, ezért úgy gondolja, hogy itt az alkalom, hogy azt önállóan megvalósítsa.
Otthonába visszatérve azt találja, hogy barátja, Mick Dugan (Alec Baldwin) meztelenül az ágyban szexel egy másik nővel, Doreen DiMuccival (Elizabeth Whitcraft). Kiábrándulva visszatér Katharine lakásába és elkezdi megvalósítani a tervét.
A következő napon felhívja a Dewey Stone egyik vezetőjét, Jack Trainert (Harrison Ford), akitől személyes találkozót kér, hogy pontosíthassák a javaslatát. Aznap este elmegy egy üzleti bulira, mert arra számít, hogy Jack Trainert lazább körülmények között megismerheti. A találkozóra barátnője,  Cynthia (Joan Cusack) új frizurát készít neki (erősen lerövidíti az addig nagy méretűre tupírozott hajkoronát – amilyen Cynthiának és sok lánynak is van az irodában) és Tess Katharine ruhatárából egy elegáns fekete ruhát választ. Amikor megtudja, hogy a ruha 6000 dollárba került (valószínűleg ez Tess több havi fizetése), rendkívül ideges lesz, nyugtatót kell bevennie. Barátnője Katharine készletéből Valiumot ad neki.
A bulin egy ismeretlen férfitól, aki érdeklődik iránta, Jack Trainer felől kérdezősködik, aki azt mondja neki, hogy a férfi már elment. Valójában ő Jack Trainer, de mivel nem akart üzleti ügyekről beszélni, ezért nem mondja meg a nevét. Miután néhány pohár tequilát megisznak, Tess a nyugtató és az ital együttes hatására elkábul, és mivel a taxiban nem tudja megmondani, hogy hol lakik, Jack hazaviszi magához. Az emeletre a vállán viszi fel a teljesen alélt nőt. Tess másnap az ő ágyában ébred alsóneműben. Elhagyja a lakást, még mielőtt Jack felébredne. Az üzleti találkozón rájön, hogy Jack Trainer volt az a férfi, akinek az ágyában aludt. Beterjeszti a javaslatát neki és kollégáinak, de Jack kollégái nem érdeklődnek az ötlet iránt. Visszatérve az „irodájába” barátnőjének, Cynthiának panaszkodik a találkozóról, és hogy az előző éjszakából semmire sem emlékszik. Jack váratlanul beállít, mire Tess megkéri Cynthiát, hogy játssza el a titkárnője szerepét. Jack bejelenti, hogy elfogadták Tess ötletét és a dolog folyamatban van.
Cynthia eljegyzési partija közben Mick megkéri Tess kezét, ő azonban visszautasítja, így Mick szakít vele.
Tess a lapok társasági rovatait olvasva észreveszi, hogy reménybeli ügyfelük, Oren Trask (Philip Bosco) lányának esküvője remek alkalom lehet egy kis közeledésre, Oren valószínűleg nem lesz olyan elutasító, mint máshol lenne. Tess és Jack a vendégek közé vegyülve bejut az esküvő utáni ünnepségre, ahol tánc közben sikerül Tessnek egy találkozót megbeszélnie Orennel.
A pár Jack lakására megy, ahol szenvedélyesen csókolózni kezdenek. Tess másnap reggel fel akarja fedni valódi kilétét a férfi előtt, azonban rájön, hogy Katharine lehet Jack barátnője, bár ő bizonygatja, hogy a kapcsolat véget ért, csak még nem tudott beszélni a nővel.
A Traskkel való üzleti találkozó napján Katharine egy héttel a korábban jelzett időpont előtt visszatér, még begipszelt jobb lábbal, ezért Tesst minden személyes dolgához igénybe veszi (pl. fürdés). Mivel Katharine ragaszkodik hozzá, Jack röviden meglátogatja. Tess meghallja őket és visszahúzódik, amíg a férfi elmegy, majd ő is elsiet. A nagy sietségben azonban ott felejti az ágyon a jegyzetfüzetét, amit Katharine megtalál, és mivel látja benne az üzleti megbeszélések időpontjait és helyszíneit, éktelen haragra gerjed.
A megbeszélés kezdete előtt Tess és Jack szerelmet vallanak egymásnak. Nem sokkal a megbeszélés elkezdése után Katharine robban be a szobába (úgy látszik, sikerült egyedül is felöltöznie), és hisztérikus hangon közli, hogy Tess csak a titkárnője, ellopta az ő ötletét és nincs joga tárgyalást folytatni az ő nevében. Tess nem mond semmit, megszégyenülten távozik.
Tess Cynthia esküvőjén találkozik Mickkel, aki mellett Doreen tűnik fel.
Az irodában Tess a holmiját egy dobozba pakolja, majd távoztában az épület földszintjén valaki véletlenül kiüti a kezéből. Éppen ekkor érkezik meg Trask, Jack és Katharine. Jack a lányhoz siet, és miközben segít neki összeszedni a holmiját, elmondja neki, hogy már mindenfelé kereste. Rákérdez, hogy az ő kapcsolatuk is a „terv” része volt-e, mire a lány azt mondja neki, hogy ha elmondja, hogy ő csak egy titkárnő, a férfi szóba sem állt volna vele. A férfi tagadja ezt. Ekkor ér oda Katharine, és újból nekitámad Tessnek, iratok ellopásával vádolja meg (ami teljesen alaptalan), majd sürgeti Jacket, szálljon be a liftbe, hogy fent az irodában nyélbe üssék az üzletet, ő azonban Tess nélkül erre nem hajlandó. Oren kérdésére, hogy el akarja-e rontani az egészet, Jack közli vele, hogy Tess hozta össze az üzletet, tehát nélküle nem lenne tisztességes megkötni azt. Jack próbálja meggyőzni Orent, ő azonban látja, hogy a férfi érzelmileg kötődik Tesshez, ezért figyelmezteti, hogy az érzelmeket ne keverje a dologba. Amikor a liftajtó záródni kezd, Tess azt kiáltja Orennek, hogy „kérdezzen rá a gyenge pontjára”. Amikor ő megkérdezi, mi lenne az, egy újságkivágást mutat neki, amiben egy lemezlovas szerződéséről írnak. Elsőosztályú lemezlovas nélkül egy rádióállomás értéke erősen lecsökken, gyakorlatilag csak az ingatlan értéke számít. Oren ekkor kiszáll a liftből, amiben Katharine és a többiek elindulnak, ők hárman pedig egy másik lifttel mennek. Útközben felfelé Tess a Forbes magazin egyik számát és több újságkivágást mutat, amikben egy jótékonysági bálról írtak, aminek egyik szervezője Trask lánya volt. A bálon egy rádióriporter is közreműködött. Tessnek így kapcsolódott össze, hogy „Trask – rádió”, majd Jack adta hozzá a Metro rádióállomás ötletét, akik Memphis környékén működnek családi vállalkozásban, és hajlandónak mutatkoznak eladni azt.
Az emeleten Oren Trask felteszi Katharine-nek ugyanazt a kérdést, mint amit Tess megválaszolt a liftben: honnan jött az az ötlet, hogy a Trask társaság rádióhálózatban kezdje a terjeszkedést. Katharine erre csak hebeg-habog, semmit nem tud felelni, bizonytalanul a jegyzeteire hivatkozik. Oren Trask néhány további kérdés után már biztos abban, hogy Tess az igazi ötletember, ezért Katharine-t rövid úton kirúgja, Tessnek pedig azt mondja, hogy másnap jelentkezzen a központ személyzeti osztályán, mert közvetlenül vele fog dolgozni.
Másnap reggel a lakás konyhájában Jack egy kis táskát ad Tessnek, amibe szendvicset, tollat, ceruzát, aprópénzt és egyéb hasznos apróságokat pakolt. Tess megérkezik a Trask Industries székházába. Az emeleten, ahova irányítják, az irodában egy nő háttal ül neki és telefonon beszél. Tess ezért azt gondolja, hogy az ő helye kint van, az asszisztensek között (hiszen Oren Trask arról beszélt, kezdőként fogja alkalmazni). Kiderül azonban, hogy a nő a titkárnője (Amy Aquino), az iroda Tessé lesz. Újdonsült titkárnőjét egyenrangúként kezeli, majd gyorsan felhívja Cynthiát és elmondja neki a jó hírt, Cynthia pedig elkiabálja a régi kolléganőknek, hogy Tessnek sikerült kitörnie a napi robotból.

## Szereplők
| Színész             | Szerep                                           | Magyar hang    |
| ------------------- | ------------------------------------------------ | -------------- |
| Melanie Griffith    | Tess McGill titkárnő                             | Básti Juli     |
| Harrison Ford       | Jack Trainer, Tess üzleti segítője, majd barátja | Végvári Tamás  |
| Sigourney Weaver    | Katharine Parker, Tess főnöknője                 | Farkas Zsuzsa  |
| Alec Baldwin        | Mick Dugan, Tess volt barátja                    | Trokán Péter   |
| Joan Cusack         | Cynthia, Tess legjobb barátnője                  | Kováts Adél    |
| Philip Bosco        | Oren Trask nagyvállalkozó                        | Horkai János   |
| Zach Grenier        | Jim                                              | Beregi Péter   |
| Nora Dunn           | Ginny                                            |                |
| Oliver Platt        | David Lutz, Tess főnöke az előző munkahelyén     | Kerekes József |
| James Lally         | Turkel                                           | Mihályi Győző  |
| Kevin Spacey        | Bob Speck                                        | Sörös Sándor   |
| Robert Easton       | Armbrister                                       |                |
| Amy Aquino          | Alice Baxter, Tess titkárnője                    | Simorjay Emese |
| Olympia Dukakis     | személyzetis főnök                               |                |
| Ricki Lake          | a menyasszony tanúja                             |                |
| Timothy Carhart     | Tim Draper                                       | Juhász Jácint  |
| Lloyd Lindsay Young | időjárás-jelentés bemondója                      | Jakab Csaba    |
| Jeffrey Nordling    | Tim Rourke                                       |                |
| David Duchovny      | Tess barátja a születésnapján                    | nem szólal meg |

## Fogadtatás

### Jegyeladás
A Dolgozó lányt 1988. december 23-án mutatták be 1 051 filmszínházban, és 4,7 millió dollár bevételt ért el a nyitóhétvégéjén. Észak-Amerikában összesen 63,8 millió, a világ más részein összesen 39,2 millió dollár bevétele volt. Az összbevétele így 103 millió dollár.

### Kritikák
A film pozitív fogadtatást kapott a Rotten Tomatoes filmkritikusaitól, akik 84%-ra értékelték. A hasonló felépítésű Metacritic 73%-ra értékelte. A Chicago Sun-Times filmkritikusa, Roger Ebert 4 csillagot adott a lehetséges 4-ből, és hozzátette: „A »Dolgozó lány« cselekménye úgy van összerakva, mint egy óramű. Magával visz, miközben nézed, de később visszagondolva felismered a mesteri kidolgozottságot.” Rita Kempley, a Washington Post kritikusa így jellemzi Melanie Griffith-t: „Ragyogó, mint Marilyn Monroe, szeretni való, mint Walt Disney valamelyik éneklő egere. Kétségkívül egy sztár képességeivel rendelkezik, a film csillog tőle.” Janet Maslin, a The New York Times kritikusa azt írta: „Mike Nichols, aki a »Dolgozó lányt« rendezte, rá nem jellemző, nyers módon nyúl a filmhez, és bár a történet élő marad, ahogy előre halad, de ritkán mutatja azt a figyelmességet és éleselméjűséget, ami Nichols legjobb munkáira jellemző. ” A Time magazin számára írt kritikájában Richard Corliss úgy véli: „Kevin Wade okos forgatókönyvet írt, ami tele van olyan feszültséggel, amiben a főszereplők összeütköznek. Mike Nichols  rendező ezt a csontjaiban érzi. Arra bátorítja Weavert, hogy eljátssza a házsártos asszony figuráját. Fordnak kisfiús lendületet ad, Griffith-nek pedig lehetőséget arra, hogy fejlődjön.”
A német nyelvű Nemzetközi filmlexikon („Lexikon des internationalen Films”) szerint a Dolgozó lány  „egy titokzatos társadalmi mese a férfiak által uralt New York-i pénzügyi világról, ami a rendezés és előadás tökéletessége során a klasszikus vígjáték példaképévé válik.”

## Fontosabb díjak, elismerések

### Elnyert díjak
Golden Globe-díj (1988)
- díj: legjobb filmmusicalnek vagy vígjáték
- díj: legjobb női főszereplőnek – filmmusical vagy vígjáték (Melanie Griffith)
- díj: legjobb női mellékszereplő (Sigourney Weaver)
- díj: legjobb eredeti filmzene – "Let the River Run"

Oscar-díj (1988)
- díj: legjobb eredeti betétdal – "Let the River Run" (Carly Simon)
- jelölés: legjobb női főszereplő (Melanie Griffith)
- jelölés: legjobb női mellékszereplő (Joan Cusack)
- jelölés: legjobb női mellékszereplő (Sigourney Weaver)
- jelölés: legjobb rendező
- jelölés: legjobb film

Grammy-díj (1990)
- díj: „film vagy tévé számára írt legjobb dal” kategóriában – "Let the River Run" (zeneszerzés és zenei rendezés)

BAFTA-díj (1988)
- jelölés: legjobb filmzene

Amerikai Filmintézet
- AFI's 100 Years...100 Passions – #91
- AFI's 100 Years...100 Heroes and Villains:
  - Tess McGill – hős (jelölés)
  - Katharine Parker – cselszövő (jelölés)
- AFI's 100 Years...100 Songs:
  - Let the River Run – #91
- AFI's 100 Years...100 Movie Quotes:
  - "I have a head for business and a bod for sin." – (jelölés)
- AFI's 100 Years...100 Cheers – #87
- AFI's 10 Top 10 – romantikus vígjáték (jelölés)

## Forgatási helyszínek
- Sok jelenetet Staten Island New Brighton körzetében vettek fel (New York).
- Tess irodájának előcsarnoka a 7 World Trade Centerben volt, amit a 2001. szeptember 11-i terrortámadásban megsemmisült.
- Tess közös munkahelye a többi titkárnővel (Katharine Parker irodája előtt) a 1 State Street Plaza alatt található, a Whitehall és State Street sarkán.
- A One Chase Manhattan Plaza szerepel a film vége felé mint a Trask Industries központi épülete.[7][8]

## A filmben elhangzó számok
1. Let the River Run – Carly Simon
2. In Love (instrumentális) – Carly Simon
3. The Man That Got Away (hangszeres)
4. The Scar (instrumentális) – Carly Simon
5. Let the River Run – The St. Thomas Choir Of Men And Boys
6. The Lady in Red – Chris De Burgh
7. Carlotta's Heart – Carly Simon
8. Looking Through Katherine's House – Carly Simon
9. Poor Butterfly (instrumentális) – Sonny Rollins
10. I'm So Excited – Pointer Sisters

## Tévésorozat
Az NBC televízió 1990-ben egy 12 epizódból álló rövid sorozatot készített a filmből, azonos, Dolgozó lány címmel. A sorozatban Sandra Bullock játszotta Tess McGill szerepét.

## Fordítás
Ez a szócikk részben vagy egészben  a   Working Girl című angol Wikipédia-szócikk fordításán alapul.  Az eredeti cikk szerkesztőit annak laptörténete sorolja fel. Ez a jelzés csupán a megfogalmazás eredetét és a szerzői jogokat jelzi, nem szolgál a cikkben szereplő információk forrásmegjelöléseként.